# Trafikplats Rannåsen
Trafikplats Rannåsen är en trafikplats i form av en planskild korsning med anslutande ramper där Litsvägen (Länsväg Z 605.02) från Östersund korsar över Europaväg 14 och samtidigt med detta övergår i Europaväg 45 mot Lit och vidare norrut mot Strömsund och Arvidsjaur.
Trafikplatsen är uppkallad efter den närliggande byn Rannåsen och blev till i samband med anläggandet av den andra etappen av förbifarten utanför Östersund. Innan dess utgjorde Litsvägen en del av dåvarande Riksväg 45, som senare blev Europaväg 45.